# Ponsband

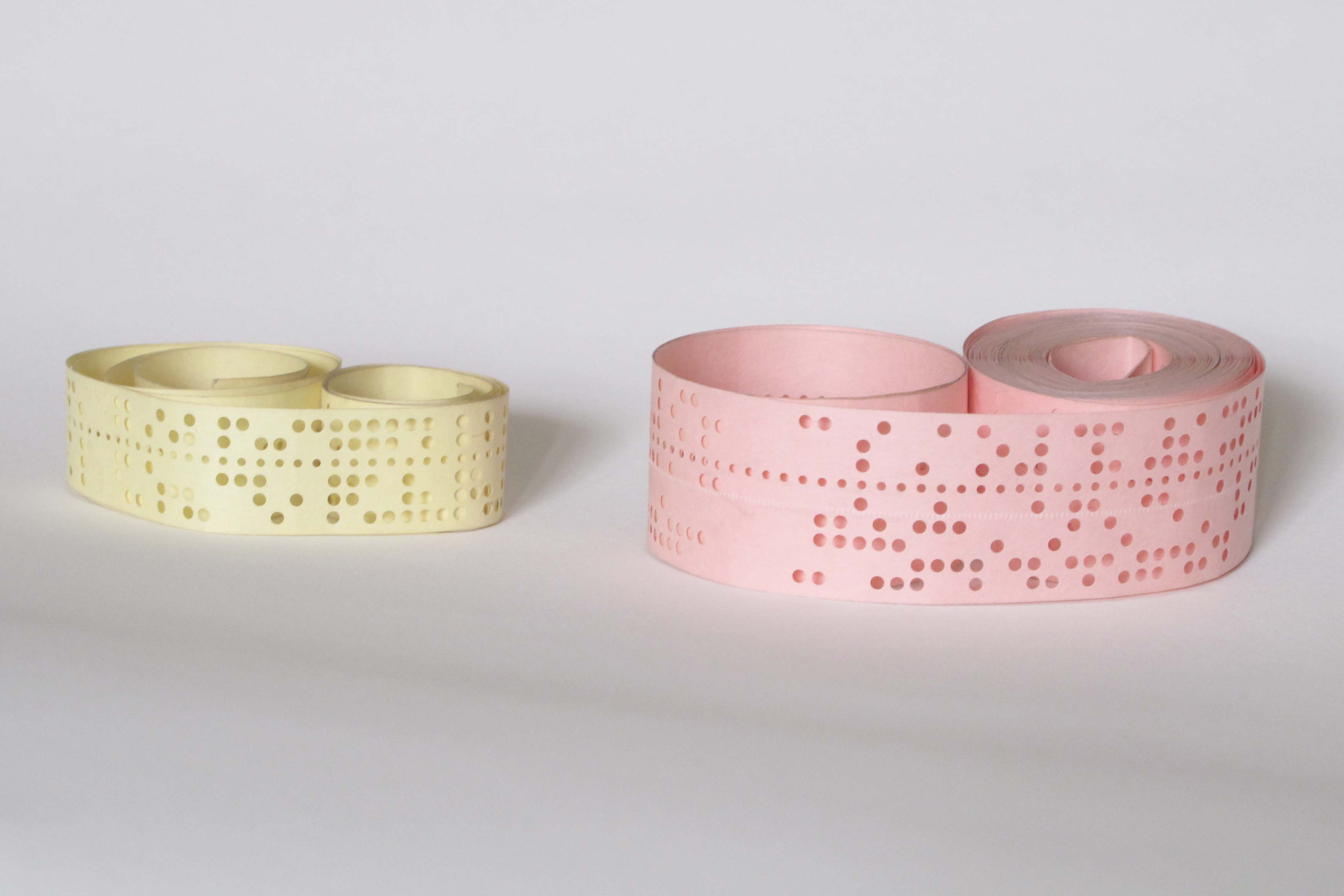
5- en 8-gats ponsband

De ponsband is een verouderd middel om informatie op te slaan. Een ponsband bestaat uit een papieren band waarin de informatie gecodeerd in gaten is geponst, geordend in rijen. Vanaf het begin van de jaren vijftig tot aan het eind van de jaren zeventig van de twintigste eeuw was het een wijdverbreid opslagmedium voor zowel data als software in computers.

## Oorsprong en gebruik

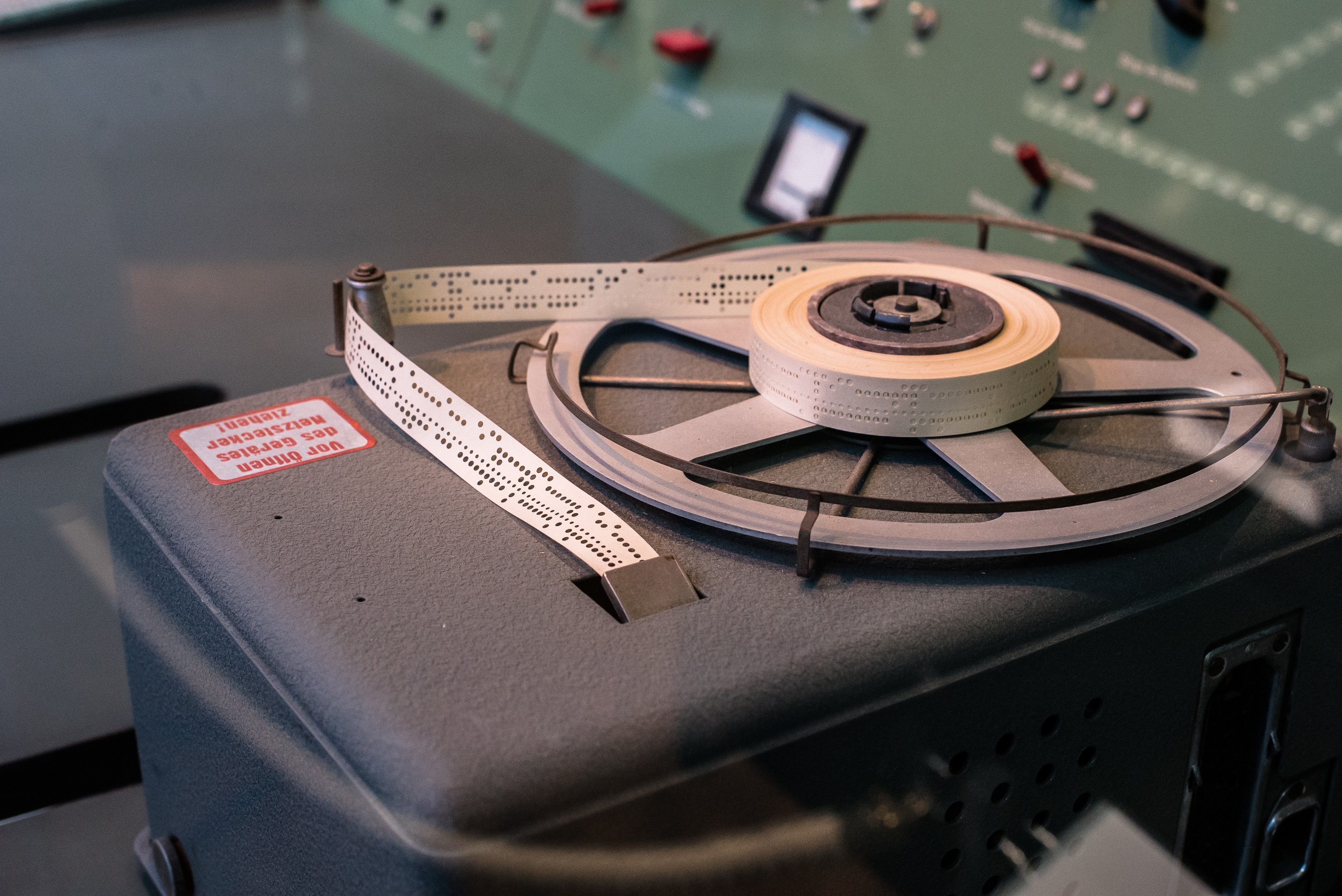
Ponsbandlezer

In de negentiende eeuw werden soortgelijke systemen al gebruikt bij automatische weefgetouwen, in draaiorgels en soortgelijke automatische muziekinstrumenten. Een voorbeeld hiervan is het draaiorgelboek.
Toen de telex in het begin van de twintigste eeuw opkwam, werd de ponsband gebruikt als opslagmedium voor de berichten. Men ging uit van een tape met ruimte voor vijf rijen gaten, met een extra rij kleinere gaatjes tussen de tweede en derde rij, om de tape door het leesapparaat te transporteren. Om te voorkomen dat de band achterstevoren in het apparaat werd gelegd (waardoor de tekst in omgekeerde volgorde zou worden afgedrukt) werden ponsbanden vaak bedrukt met pijlen die de inlegrichting aangaven. De V-vorm van het ponsapparaat waarlangs de geponste band werd afgescheurd gaf ook een indicatie van de inlegrichting. De vijfgatsbanden waren aanvankelijk gecodeerd met de Baudotcode, later met de Murraycode. Specificaties hiervoor werden door CCITT vastgesteld.
Tijdens de Tweede Wereldoorlog ontstond in Bletchley Park een van de eerste computers, en het lag voor de hand om de ponsband als opslagmedium te gebruiken.
De eerste "elektronische rekenmachine" van Nederland, de Miracle van Shell in 1953, maakte gebruik van ponsband.

## Vorm en codering
Een ponsband voor computers bestaat uit een strook papier van 25,40 mm of 17,46 mm breed. De mechanische specificaties waaraan zowel ongeponste als geponste ponsband dient te voldoen, zijn vastgelegd in een Ecma International-standaard, ECMA-10. Deze standaard is tot in het midden van de jaren 70 van de twintigste eeuw bijgewerkt.
Omdat vijf bits te weinig waren voor dataopslag, werd de ponsband uitgebreid. Tegenover de drie gaten aan de ene zijde van de rij transportgaatjes (die iets kleiner zijn dan de andere) konden zich twee of vijf gaatjes bevinden. We spreken dan van vijfgats- resp. achtgatstape. In de achtgatstape werden ASCII - tekens dan wel 6, 7 of 8 bits data geponst. Er zijn vele coderingsmethoden in gebruik geweest. Om fouten bij het ponsen en inlezen op te vangen werd er desgewenst een controlebit (pariteitsbit) aan toegevoegd, die ervoor zorgde dat het totaal aantal gaten per kolom oneven was. Het lezende apparaat stopte indien er een even aantal gaatjes werd geconstateerd. Het was dan aan de operator om de fout te detecteren en met een aantekening op het meelopende printverslag de administratie op de hoogte van de leesfout te stellen.
Na het inlezen van de ponsband moest deze voor toekomstig gebruik worden opgerold. De berg "ponsbandsla" van soms honderden meters papierstrook werd opgerold. Hiervoor bestond een apparaat met een hendel. Vooral als de strook lang was, moest voorzichtig gewerkt worden bij het oprollen. Daarbij kwamen er weleens scheuren in de ponsband. Dit kon hersteld worden met speciale plakapparaten, een beetje lijkend op de apparatuur om film te repareren. Met een speciale sjabloon en een prikpen konden bij een gescheurde en gerepareerde ponsband de gaatjes opnieuw worden aangebracht. Hierbij was het noodzakelijk om de ponsband te kunnen lezen en begrijpen. Op dezelfde manier werden ook correcties in de geponste gegevens aangebracht. De term die voor zo'n correctie werd gebruikt is patch; dit is ook nu nog de term die wordt gebruikt om correcties in software te benoemen.
Meestal was een ponsband gewoon een witte strook papier. Met de invoering van het lezen van ponsbanden met licht, werd ook donkergekleurd papier gebruikt.
Naast de ponsband werd als invoersysteem voor gegevens en computerprogramma's ook gebruikgemaakt van de ponskaart.